# Santa Teresa al Corso d’Italia

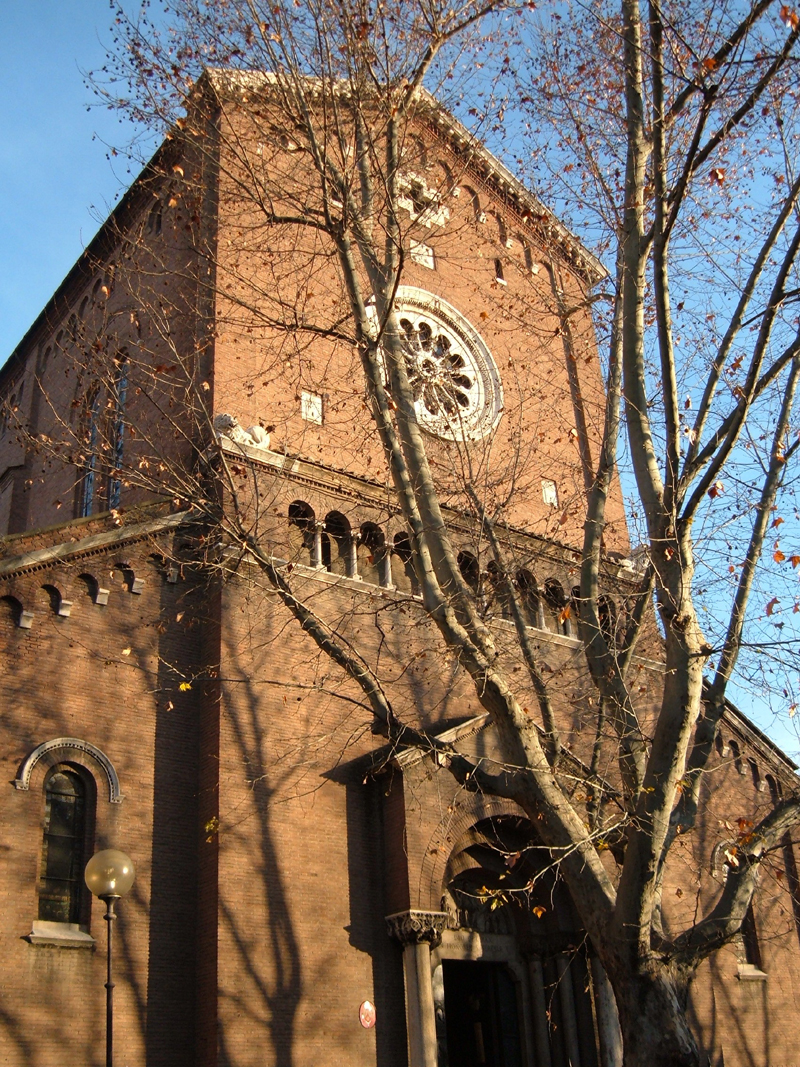
Südfassade der Kirche

Santa Teresa d’Avila al Corso d’Italia ist eine Titelkirche am Corso d’Italia 37 (00198 Roma) im quartiere III Pinciano am Fuß des Pincio-Hügels nördlich der historischen Altstadt der italienischen Hauptstadt Rom. Sie ist der Heiligen Teresa von Ávila geweiht.

## Beschreibung
Der Grundstein der von Tullio Passarelli (1869–1941) im neuromanisch-neugotischen Stil entworfenen Kirche wurde 1901 von Kardinal Girolamo Maria Gotti gelegt; die Einweihung fand am 20. April 1902 statt. Papst Pius X. machte sie 1906 zur Pfarrkirche und übergab sie der Seelsorge der Unbeschuhten Karmeliten, die ihr Generalat, einen Konvent und das Pfarrzentrum neben der Kirche haben. Papst Pius XII. erhob die Kirche in den Rang einer Basilica minor und Papst Johannes XXIII. im Jahr 1962 in den Rang einer Titelkirche. Aktueller Kardinalpriester ist Maurice Piat seit 19. November 2016.
Teresa von Ávila ist im Tympanon des Haupteingangs am Südende des Kirchenschiffs mit dem segnenden Jesus dargestellt, und ihre Marmorstatue steht auf dem Hochaltar. Bronzetafeln mit Episoden aus dem Leben der Heiligen sind Werke des Karmeliters Serafino Melchiorre (1932–2023).